# Polizeiruf 110: In Maske und Kostüm
In Maske und Kostüm ist ein deutscher Kriminalfilm von Hans Joachim Hildebrandt aus dem Jahr 1978. Der Fernsehfilm erschien als 53. Folge der Filmreihe Polizeiruf 110.

## Handlung
Am Silvesterabend erscheint der Illusionist Dietmar Schuchard in Maske und Kostüm bei der Polizei und berichtet Oberleutnant Jürgen Hübner betrunken, dass er zu Weihnachten seine Frau Liane ermordet habe. Dietmar erleidet einen Zusammenbruch und wird ins Krankenhaus gebracht. Die Untersuchung ergibt, dass Dietmars Wohnung seit Weihnachten augenscheinlich nicht noch einmal betreten wurde. Eine Leiche findet sich nicht, doch weisen Blutspuren zumindest auf eine größere Auseinandersetzung hin. Als Dietmar drei Tage später aus dem Krankenhaus entlassen wird, wiederholt er vor den Ermittlern, dass er seine Frau umgebracht habe. Beide hatten einen Streit, weil Dietmar für 5.000 Mark den Nachlass eines Zauberers erstanden hatte. Das Geld wollte er sich von Helfried Wipperling leihen, dem er einst Liane ausgespannt hatte, und der ihn daher eigentlich nicht leiden konnte. Liane reagierte wütend, weil Dietmar so verschwenderisch lebt, obwohl er es sich nicht leisten kann. Der gelernte Friseur ist ein untalentierter Zauberer, der nur selten ein festes Engagement hat. Einst arbeitete die gelernte Friseurin Liane als seine Assistentin, entschloss sich jedoch bald, in ihren Beruf zurückzukehren. Vergeblich versuchte sie seither, Dietmar von der brotlosen Kunst abzubringen. Nun entschloss sie sich, sich selbst etwas zu gönnen, und kaufte sich eine teure Kette. Dietmar vermutete, dass ein Liebhaber ihr den Schmuck geschenkt hat und Liane entgegnete in ihrer Wut, dass möglicherweise Helfried der Schenker war. Daraufhin schlug Dietmar sie so lange, bis sie regungslos liegenblieb. Anschließend verließ er die Wohnung und lebte bei einem Freund, bis er zur Polizei ging. Als die Ermittler ihm berichten, dass Liane nicht in der Wohnung war, reagiert er erleichtert.
Jürgen Hübner kommen Zweifel, ob der Fall Liane tatsächlich ein Verbrechen ist. Wenig später wird Lianes Leiche in einem ausrangierten Bahnwaggon in ihrem Heimatdorf Wernrode gefunden. Durch die Taktzeiten der in der Nacht nach Wernrode gefahrenen Züge kann Dietmar als Täter ausgeschlossen werden, da er nachweislich kurz nach Mitternacht bei seinem Freund auftauchte. Jürgen Hübner befragt Helfried und auch Raubtierdompteur Stefan Marwitz, der ein guter Freund Lianes war. Langsam kann Lianes Weg in der Nacht rekonstruiert werden. Helfried war Weihnachten bei seinem Onkel, der in Dietmars Nebenhaus wohnt. Er hörte den Ehekrach der Schuchards mit und passte Liane ab, als sie aus dem Haus kam. Er wollte sie mit nach Wernrode nehmen, doch sie bat ihn nur, sie zum Amalienpark zu fahren. Hier hoffte sie, bei Bekannten unterzukommen, die jedoch nicht da waren. Eine Hausbewohnerin verarztete sie und lieh ihr ein Kleid, da Lianes Oberteil beim Streit von Dietmar zerrissen wurde. In dem Haus wohnte auch Stefan, bei dem Liane klingelte. Sie erfuhr von ihm, dass er frisch verheiratet ist, und verließ das Haus überstürzt. Stefan lief ihr nach und sah, wie sie in ein Auto einstieg – Helfrieds Wagen. Der sagt aus, er habe auf Liane gewartet und sie auf ihren Wunsch in Wernrode zum Bahnhof gefahren. Sie wollte nicht vor Dietmar fliehen und mit dem letzten Zug zurück in die Stadt fahren.
Helfrieds und Stefans Aussagen erscheinen glaubhaft. Erneut rückt Dietmar in das Visier der Ermittler, der jedoch nicht mit dem Zug nach Wernrode gekommen sein kann. Erst der ABV aus Wernrode kann das Rätsel lösen. Dietmar muss einen Zug genommen haben, der deutlich früher, aber nur bis zu einem Nachbarort Wernrodes fuhr. Von hier könnte er ein Taxi genommen haben, weil keine Busse mehr fuhren. Tatsächlich findet sich ein Taxifahrer, der angibt, Dietmar zu Weihnachten als Freundschaftsdienst nach Wernrode gefahren zu haben. Mit den Aussagen konfrontiert, gibt Dietmar zu, seiner Frau am Bahnhof aufgelauert zu haben, weil er glaubte, sie habe ein Verhältnis mit Helfried. Nach einem erneuten Streit erschlug er sie auf dem Bahnhof.

## Produktion
In Maske und Kostüm wurde vom 25. Oktober bis 11. Dezember 1977 unter dem Arbeitstitel Eine alte Geschichte (Die Volte) in Schierke, Wernigerode und Magdeburg gedreht. Einige Bahnhofszenen wurden an den Stationen Drei Annen Hohne und Gernrode gedreht. Die Kostüme des Films schuf Helga Alschner, die Filmbauten stammen von Jürgen Malitz. Der Film erlebte am 14. Mai 1978 im 1. Programm des Fernsehens der DDR seine Premiere. Die Zuschauerbeteiligung lag bei 50,3 Prozent.
Es war die 53. Folge der Filmreihe Polizeiruf 110. Oberleutnant Jürgen Hübner ermittelte in seinem 23. Fall.